# Барбертон (Огайо)
Барбертон (англ. Barberton) — місто (англ. city) в США, в окрузі Самміт штату Огайо. Населення — 25 191 особа (2020).

## Географія
Барбертон розташований за координатами 41°0′25″ пн. ш. 81°36′16″ зх. д. / 41.00694° пн. ш. 81.60444° зх. д. (41.006860, -81.604378).  За даними Бюро перепису населення США в 2010 році місто мало площу 23,98 км², з яких 23,41 км² — суходіл та 0,57 км² — водойми.

## Демографія
Згідно з переписом 2010 року, у місті мешкало 26 550 осіб у 11 054 домогосподарствах у складі 6880 родин. Густота населення становила 1107 осіб/км².  Було 12191 помешкання (508/км²).
Расовий склад населення:
| - 90,8 % — білих - 5,9 % — чорних або афроамериканців - 0,3 % — корінних американців - 0,3 % — азіатів |

До двох чи більше рас належало 2,2 %. Частка іспаномовних становила 1,4 % від усіх жителів.
За віковим діапазоном населення розподілялося таким чином: 23,5 % — особи молодші 18 років, 60,0 % — особи у віці 18—64 років, 16,5 % — особи у віці 65 років та старші. Медіана віку мешканця становила 39,8 року. На 100 осіб жіночої статі у місті припадало 92,0 чоловіків;  на 100 жінок у віці від 18 років та старших — 87,9 чоловіків також старших 18 років.
Середній дохід на одне домашнє господарство  становив 49 688 доларів США (медіана — 37 717), а середній дохід на одну сім'ю — 59 667 доларів (медіана — 46 177). Медіана доходів становила 40 621 долар для чоловіків та 28 566 доларів для жінок. За межею бідності перебувало 19,5 % осіб, у тому числі 33,3 % дітей у віці до 18 років та 10,0 % осіб у віці 65 років та старших.
Цивільне працевлаштоване населення становило 11 311 осіб. Основні галузі зайнятості: освіта, охорона здоров'я та соціальна допомога — 22,2 %, виробництво — 17,4 %, роздрібна торгівля — 14,3 %.